# Nước Đức thời Trung cổ
Bài viết này cung cấp một cái nhìn sơ lược về lịch sử nước Đức vào thời Trung cổ, tức trong khoảng thời gian từ thế kỷ IX đến thế kỷ XV. Giai đoạn này có thể được chia làm 3 phần:
- Tiền kỳ Trung cổ
- Trung kỳ Trung cổ
- Hậu kỳ Trung cổ

## Triều đại Karoling
Con trai của Karl đại đế, Ludwig ngoan đạo, vẫn có thể giữ được sự thống nhất của 
đế quốc Frank. Ông chỉ định con trai đầu của ông, Lothar I, làm người nối ngôi. Các em của Lothar, 
Ludwig Người Đức và Charles Hói, chỉ được một phần vương quốc ở phía Tây và phía Đông dưới quyền tối cao người anh cả. Họ liên minh với nhau để chống lại Lothar và đánh bại ông trong trận Fontenoy. Liên minh này được xác nhận vào năm 842 trong lời thề Straßburg.
Năm 843, đế quốc Frank bị chia thành các vương quốc Đông Frank, Tây Frank và Trung Frank theo hiệp ước Verdun. Lothar lãnh vương quốc Frank Trung với Italy và tước vị hoàng đế. Tuy nhiên tước vị này không còn có quyền lực đối với các vương quốc khác nữa. Karl Hói lãnh phần phía tây và Ludwig Đức lãnh phần phía đông. Theo hiệp ước Mersen năm 870 và hiệp ước Ribemont năm 880, vương quốc Frank Trung lại bị chia ra bởi Karl Hói và Ludwig Đức.
Vua Karl Béo của Frank Đông lấy được tước vị hoàng đế vào năm 881 và có thể hợp nhất lại đế quốc Frank trong một thời gian ngắn đến năm 887. Ludwig Trẻ Con mất năm 911 là hoàng đế cuối cùng của dòng dõi Karolinger.

## Triều đại Otto (Liudolfing)
Sự phân chia các vương quốc dẫn đến việc chế độ quân chủ bị xuống dốc ở vương quốc Frank Đông. Một vài gia đình quý tộc đã trở thành công tước trong các bộ tộc cũ. Sau cái chết của Ludwig Trẻ con, hoàng đế cuối cùng thuộc dòng họ Karoling, các công tước này đã chọn công tước người Frank Konrad I thay vì chọn người dòng dõi Karoling ở Frank Tây làm vua. Việc làm này đã đặt vương quốc lên một nền tảng mới và quyền bầu cử xuất hiện, nhưng chỉ dành cho giới công tước.
Tiếp theo Konrad I là công tước Heinrich I thuộc dòng họ Liudolfing (hay Otto). Heinrich I đã thành công trong việc củng cố sức mạnh vương quốc Frank Đông và chống lại việc xâm lấm của các bộ tộc người Hung và người Slav. Tính đồng nhất của các tộc người ở đây cũng được cũng cố thông qua một thứ tiếng Đức chung, thứ tiếng đã bị nói theo nhiều phương ngữ khác nhau.

## Đại đế Otto I
Heinrich I chỉ định con trai mình là Otto I làm người thừa kế. Do đó các công tước đã chống lại Otto. Ông đã dựa vào nhà thờ để đảm bảo quyền lực của mình. Cái gọi là hệ thống nhà thờ vương quốc (das Reichskirchensystem) có ưu điểm là các tu sĩ không thể truyền cho con cháu được vì họ phải sống độc thân. Về phía bên ngoài, Otto I cũng đã bảo vệ được vương quốc của mình. Năm 995, ông đánh thắng Hungary ở trận quyết định ở Lechfeld.
Để bảo vệ vương quốc khỏi người Slav, ông đã thiết lập các vùng biên giới. Các vùng này không chỉ để giữ an ninh mà còn để truyền giáo cho người Slav. Trên khu vực mà ngày nay gọi là các bang mới, nhiều giáo khu được lập ra.
Năm 950, Böhmen bị chinh phục. Đến năm 963, Ba Lan phải thừa nhận quyền tối cao của đế quốc Đức. Trong ba chiến dịch tại Ý, Otto đã mở rộng lãnh thổ của mình đến miền Bắc và miền Trung nước Ý. Ông đã chiến thắng vua xứ Langobard Berengar II và kết hôn với Adelheid von Burgund, người đang bị giam bởi Berengar II. Sau đó, Otto tự xưng là vua xứ Langobard.
Vào chiến dịch Ý lần thứ hai, ông đã được lên ngôi hoàng đế vào năm 962. Đổi lại hoàng đế phải bảo vệ nhà nước của giáo hoàng. Sau khi tuyên bố lãnh thổ ở Nam Ý, Otto Đại đế lao vào cuộc chiến với hoàng đế Đông La Mã. Con của ông, Otto II, cuối cùng kết hôn với Theophanu, cháu gái hoàng đế Đông La Mã. Nhưng Nam Ý vẫn thuộc về Đế quốc Đông La Mã.

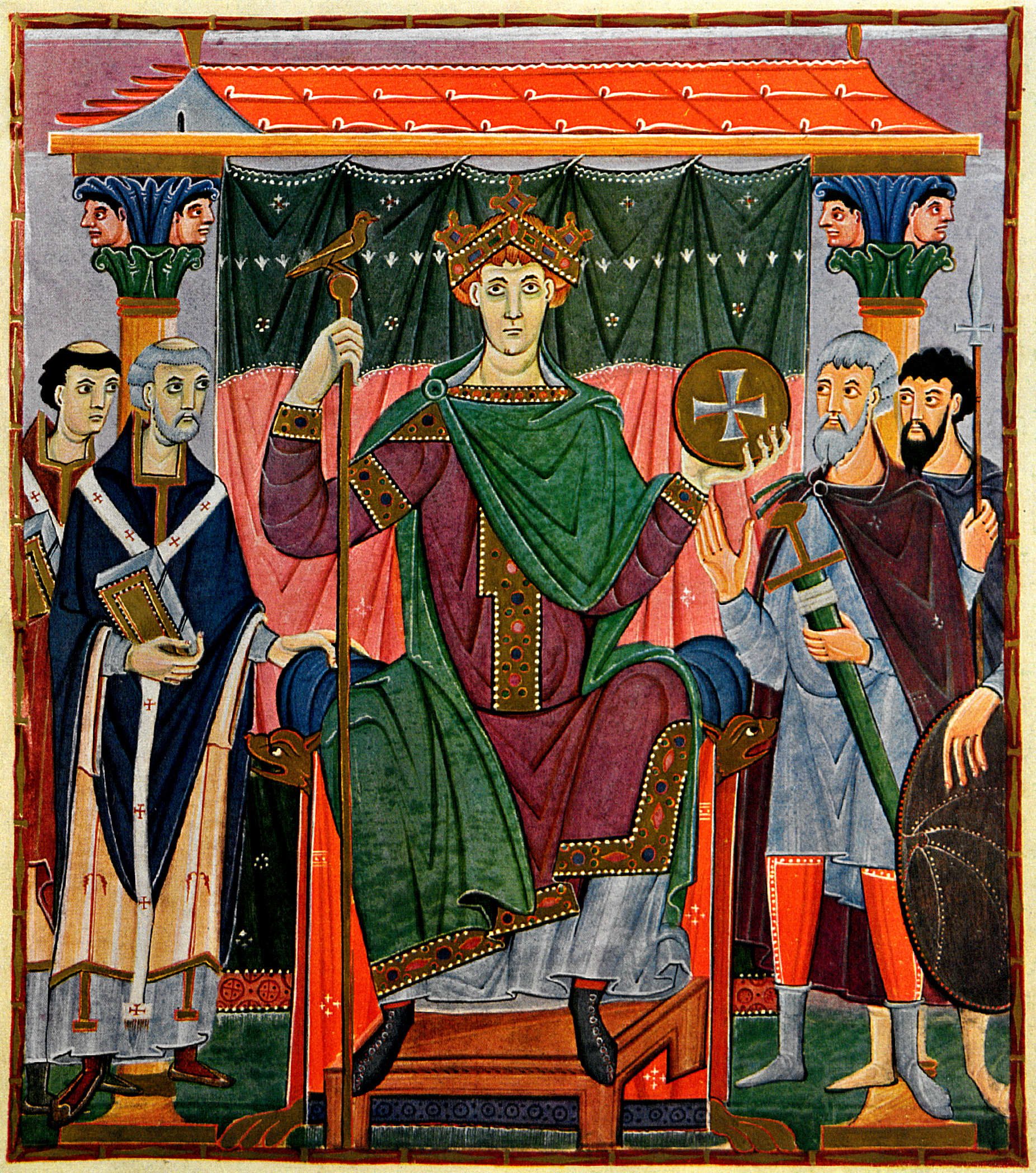
Otto III

## Kết thúc Triều đại Otto
Năm 982, Otto II bị thất trận nặng nề trước người Ả Rập. Sau đó nhiều phần đất phía đông sông Elbe bị mất bởi cuộc nổi dậy của người Slav. Sau khi ông chết, vợ và mẹ ông đã nhiếp chính thay cho người con chưa đủ tuổi của ông, Otto III.
Cố gắng di chuyển quyền lực về Rom, phục hồi Đế chế La Mã của Otto III cuối cùng không thành công vì nhiều vấn đề ở Ý và với người La Mã. Nhưng ông đã thiết lập được chính sách phía Đông của dòng họ Otto.
Vị vua cuối cùng của dòng họ Otto, Heinrich II, không thể chống cự được với Ba Lan và Hungary. Dưới thời ông, hệ thống nhà thờ đế quốc tiếp tục được mở rộng. Để chống lại sự hoàn tục hóa nhà thờ, tu viện Cluny đã khởi đầu cho phong trào cải cách tu viện.

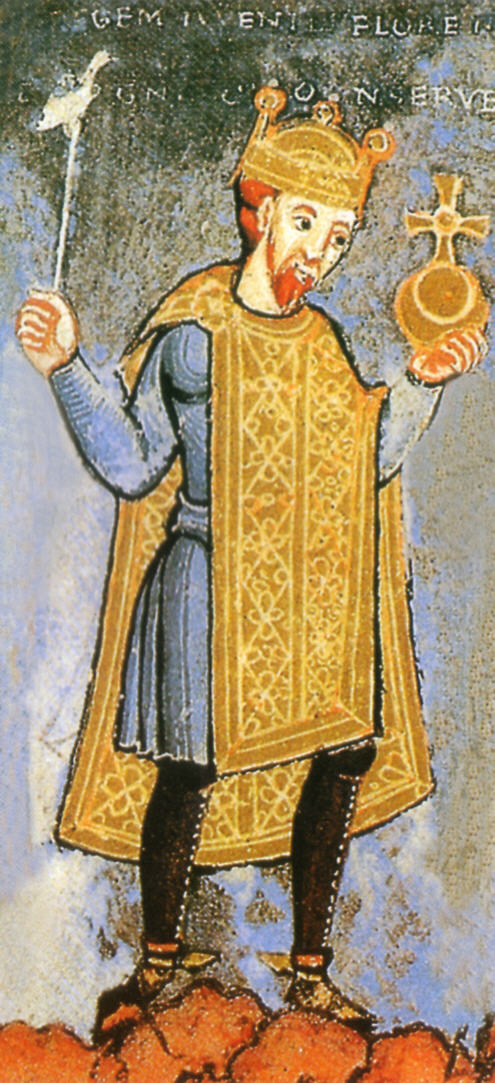
Heinrich III

## Các hoàng đế Sali

### Konrad II và Heinrich III
Năm 1024, các hầu người Đức đã chọn Konrad II thuộc dòng họ Sali làm vua. Năm 1032, ông tiếp quản vương quốc Burgund. Đế chế trung cổ lúc này đã đạt đến đỉnh cao quyền lực. Konrad II cũng như con ông, Heinrich III, ủng hộ việc cải cách nhà thờ.
Heinrich III can thiệp vào đặc quyền của Giáo hoàng ở Rom. Tại hội nghị tôn giáo Sutri năm 1046, ông đã phế truất Giáo hoàng và sau đó ông cũng cấm việc buôn bán thần thánh. Lễ phong chức cho Giám mục và cha trưởng tu viện được ông thực hiện để thể hiện quyền lực của mình. Ông đã đạt được quyền lực phong kiến đối với Böhmen, Ba Lan và Hungary.

### Tranh chấp quyền phong chức

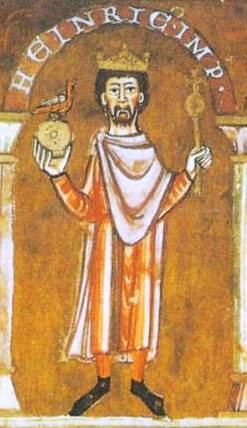
Heinrich IV

Dưới thời của Heinrich IV, việc tranh chấp quyền phong chức (der Investiturstreit) càng ngày càng leo thang. Năm 1073, Gregor VII, một nhà cải cách cực đoan, đã trở thành Giáo hoàng mà không có sự đồng ý của các hồng y. Heinrich IV đã lờ đi việc cấm phong chức cho người trần. Do đó Giáo hoàng đã phạt ông bằng cách rút phép thông công, nghĩa là ông đã đuổi vua khỏi cộng đồng tín đồ.
Các hầu tước Đức đã liên minh với nhau chống lại vua và đe dọa sẽ phế truất ông. Để tránh điều này, Heinrich IV đã thực hiện cuộc đi bộ đến Canossa năm 1077 để giải vạ thông công.
Sau đó liên minh giữa Giáo hoàng và các hầu tước Đức đã chọn Rudolf vùng Schwab làm người chống lại hoàng đế. Bằng cách chiến thắng Rudolf, Heinrich đã có thể kéo các hầu tước đứng về phía mình. Ông đã được lên ngôi hoàng đế năm 1084 và phế truất Giáo hoàng Gregor VII.
Con ông Heinrich V cuối cùng đã liên minh với các hầu tước chống lại cha mình và đã phế truất được hoàng đế vào năm 1105. Dưới thời Heinrich V, ông đã thỏa hiệp với nhà thờ với giáo ước Worms năm 1122. Kết quả của cuộc tranh chấp quyền phong tước này là vị trí của nhà thờ và hầu tước đã được nâng lên hơn so với vua.

### Kết thúc Triều đại Sali
Khi Heinrich V, vị vua cuối cùng của dòng họ Sali, chết năm 1125, các hầu tước đã chọn công tước yếu đuối người Sachsen Lothar III ở Supplinburg làm vua. Do đó các hầu tước lại được thực hiện quyền chọn lựa truyền thống của mình. Việc dòng họ Welf đầy quyền lực đã ủng hộ Lothar III chống lại công tước xứ Schwab, Friedrich dòng họ Stauf, đã dẫn đến một cuộc tranh chấp giữa dòng họ Welf và Stauf trong suốt thế kỷ XII.

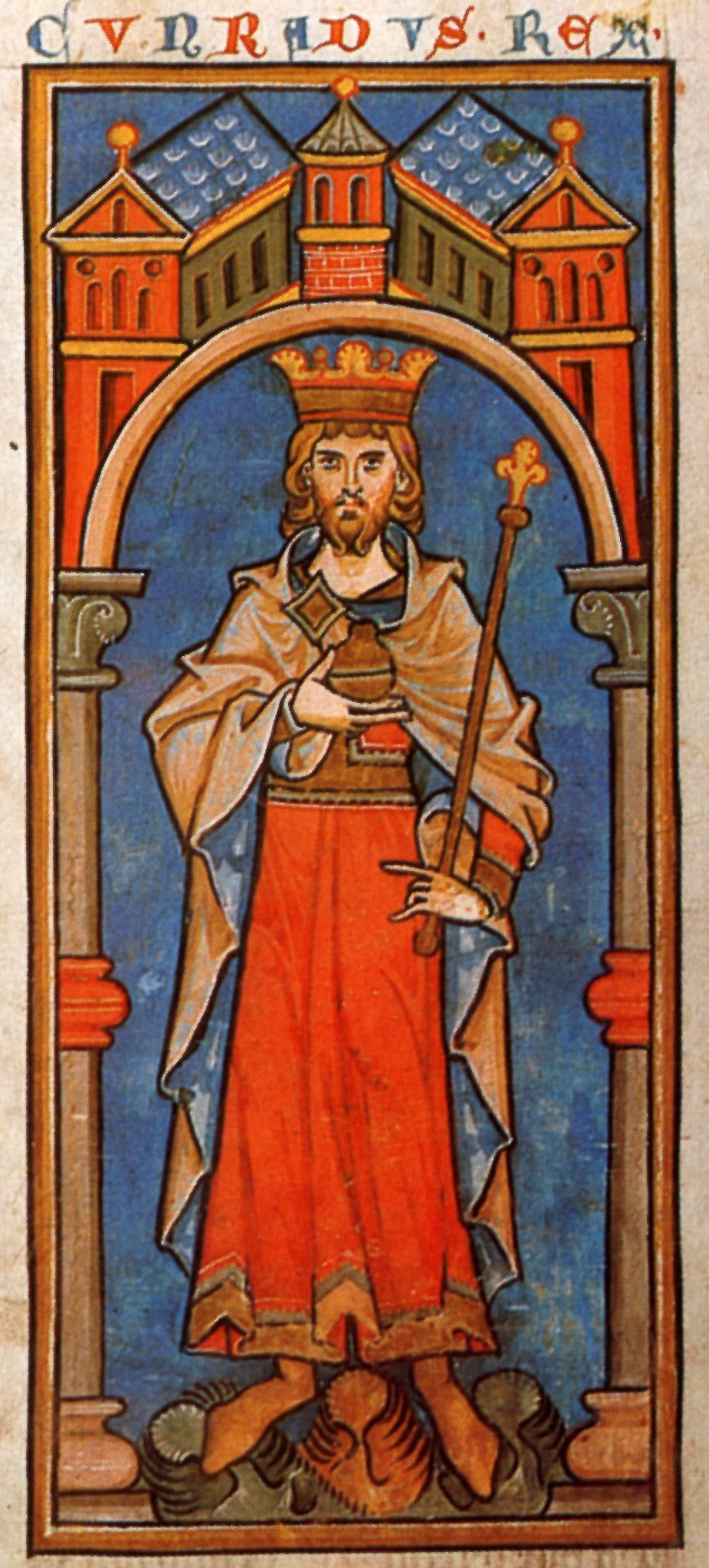
Konrad III

## Triều đại Stauf

### Konrad III
Một số hầu tước không đồng ý với sự chọn lựa của Lothar III đã quyết định ủng hộ Konrad III nhà Stauf, người đến năm 1135 trở thành người chống nhà vua. Sau khi Lothar chết năm 1138, Konrad III cuối cùng đã trở thành vua.
Konrad III không thừa nhận tước vị công tước xứ Bayern và Sachsen của Heinrich Kiêu hãnh dòng họ Welf, nhưng người thuộc dòng họ Askanie được thay làm công tước Sachsen không giữ được nơi này, do đó con của Heinrich Kiêu hãnh, Heinrich Sư tử, đã giành lại được chức công tước xứ Sachsen. Ở Bayern cũng có đấu tranh. Sau cuộc Thập tự chinh lần hai, Konrad đã đi sâu hơn vào chính sách đối ngoại châu Âu.Cháu ông, Friedrich I dòng họ Stauf, đã kế vị ông.

### Friedrich I Barbarossa

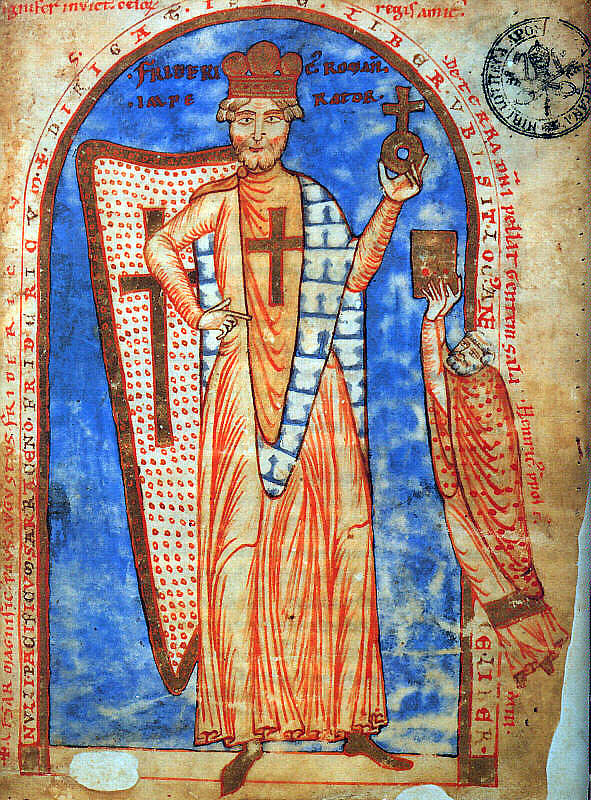
Friedrich I

Friedrich I đã đấu tranh cho sự thỏa hiệp để em họ ông, Heinrich Sư tử dòng họ Welf, có được tước vị công tước một phần xứ Bayern ở Áo.Trong hiệp ước Konstanz năm 1153, một thỏa hiệp với Giáo hoàng được đưa ra. Friedrich được phong làm hoàng đế. Ông ta đã thắng các thành phố đòi tự chủ xứ Lombardei. Sau một cuộc nổi loạn, ông đã phá hủy hoàn toàn thành phố Mailand năm 1162.
Khi Alexander III trở thành Giáo hoàng chứ không phải là Viktor IV, người được Friedrich yêu thích, khởi đầu một cuộc chiến giành quyền bá chủ giữa hoàng đế và Giáo hoàng. Alexander đã rút phép thông công Friedrich. Sau đó ở hội nghị tôn giáo Pavia của một ủy ban ủng hộ hoàng đế, Viktor đã được công nhận làm Giáo hoàng hợp pháp.
Friedich I tiếp tục thực hiện chiến dịch Ý lần thứ tư năm 1166 để chọn Viktor bằng biện pháp quân sự. Năm 1167, quân đội hoàng đế đã chiếm được Rom, nhưng sau đó phải rời thành phố vì dịch sốt rét. Các thành phố phía bắc nước Ý do đó phải liên kết với nhau thành liên minh Lombard và cùng liên minh với Alexander III.
Trước chiến dịch Ý lần thứ năm của Friedrich, nhiều hầu tước đã từ chối cung cấp vũ khí cho ông. Năm 1176, Friedrich I bị thất bại trước Legnano xứ Mailand. Do đó ông phải thừa nhận Giáo hoàng Alexander III trong hiệp ước hòa bình Venedig. Đổi lại ông sẽ được giải vạ thông công.

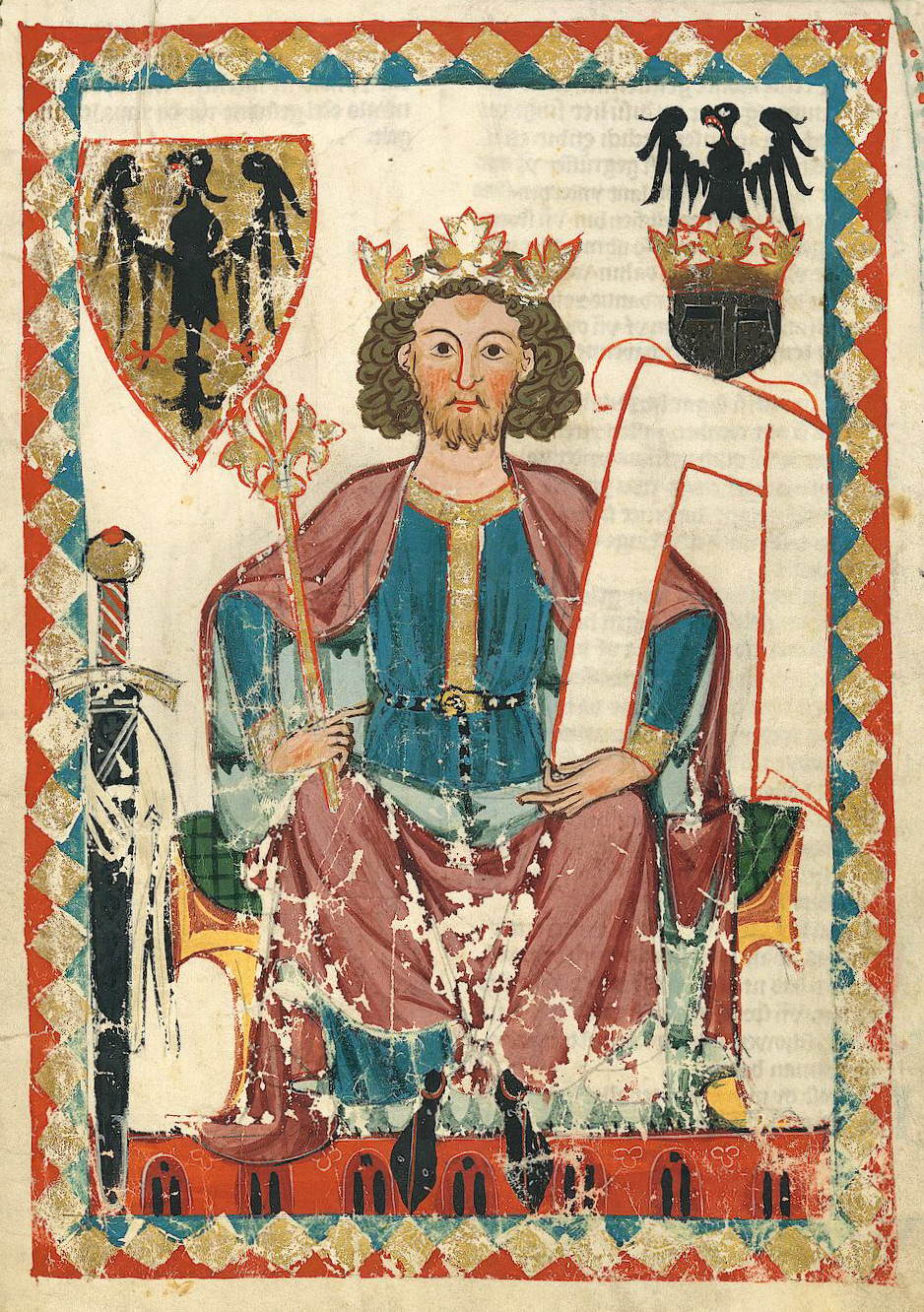
Heinrich VI (Codex Manesse, năm 1300)

Năm 1180, Friedrich I đã khai trừ Heinrich Sư tử, một người có quyền lực đang lên và không còn ủng hộ chính sách Ý của hoàng đế nữa. Hoàng đế còn rút tước vị công tước của Heinrich cũng như quyền của ông ở Mecklenburg và Pommern. Công tước xứ Bayern được ban cho nhà Wittelsbach (chia Sachsen).
Năm 1183, Friedrich ký kết hòa ước với liên minh Lombard. Sau khi mạnh hơn, ông đã có thể trao ngôi vua cho con trai của ông, Heinrich, với vương miện xứ Lombardei năm 1186. Từ năm 1187 Friedrich I đã lãnh đạo phong trào thập tự chinh. Ông mất năm 1190 trong khi đang chiến đấu trong cuộc thập tự chinh lần ba tại Kleinarmenien.

### Heinrich VI. và cuộc chiến giành ngai vàng
Con của Friedrich, Heinrich VI, đã trở thành vua xứ Sizilien năm 1194 nhờ vào cuộc kết hôn với công chúa người Norman xứ Konstanz. Do đó đế quốc đã đạt được sự bành trướng lớn nhất. Heinrich cũng thực hiện chính sách Địa Trung Hải đầy hoài bão. Cố gắng của ông nhằm xây dựng đế chế thành một nền quân chủ cha truyền con nối đã thất bại. Sau khi Heinrich VI chết năm 1197 do dịch bệnh, hai người Staufer Philipp xứ Schwab và Otto IV nhà Welf đều được chọn.
Giáo hoàng Innozenz III ủng hộ Otto, do đó Philipp tiếp tục cách ly dần dần. Sau khi Philipp bị ám sát năm 1208, Otto IV cuối cùng được làm vua. Sau khi công bố chủ quyền đảo Sizilien, ông bị rút phép thông công năm 1210. Giáo hoàng quay sang ủng hộ Friedrich II nhà Stauf. Cuộc cạnh tranh sau đó giữa nhà Welf và nhà Stauf năm 1214 được quyết định bởi trận đánh tại Bouvine với ưu thế dành cho Friedrich II.

### Friedrich II. và kết thúc Triều đại Stauf

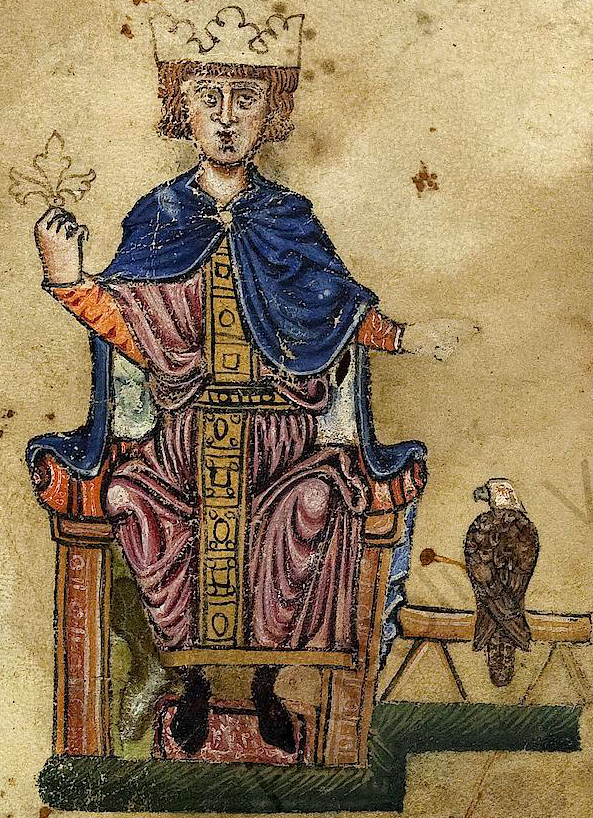
Friedrich II

Friedrich II quản lý vương quốc của ông, quê hương Sizilien, và phớt lờ tình hình ở đế quốc. Ông chọn con ông Heinrich làm vua năm 1220. Ông để quyền quản lý đế quốc cho bạn thân của ông, người giám hộ cho Heinrich. Friedrich đến Đức chỉ một lần, khi ông phế truất con trai Heinrich năm 1235 và chọn người em Konrad IV lên thay.
Năm 1213, Giáo hoàng tước bỏ quyền chọn Giám mục và cha nhà thờ của nhà vua mới 18 tuổi trong Goldbulle von Eger. Friedrich lên ngôi hoàng đế năm 1220 và hưởng thụ sự bình yên của vương quốc Sizilien.
Khi Friedrich II cố gắng bành trướng quyền lực của mình sang các thành phố xứ Lombardei, cuộc tranh giành quyền lực với Giáo hoàng Gregor IX đã diễn ra. Do lời hứa không tiếp tục cuộc thập tự chinh ngay lập tức, Giáo hoàng đã rút phép thông công hoàng đế năm 1227. Tuy nhiên Friedrich tiếp tục tiến vào vùng đất thần thánh và có được sự đầu hàng không đổ máu của Jerusalem.